# Lång-Grötvattnet
Lång-Grötvattnet är en sjö i Ånge kommun i Medelpad och ingår i Ljungans huvudavrinningsområde. Sjön har en area på 0,16 kvadratkilometer och ligger 440,6 meter över havet. Sjön avvattnas av vattendraget Kvarnån (Harrsjöån).

## Delavrinningsområde
Lång-Grötvattnet ingår i det delavrinningsområde (693553-146242) som SMHI kallar för Utloppet av Lång-Grötvattnet. Medelhöjden är 463 meter över havet och ytan är 0,96 kvadratkilometer. Räknas de 6 avrinningsområdena uppströms in blir den ackumulerade arean 8,73 kvadratkilometer. Kvarnån (Harrsjöån) som avvattnar avrinningsområdet har biflödesordning 2, vilket innebär att vattnet flödar genom totalt 2 vattendrag innan det når havet efter 170 kilometer. Avrinningsområdet består mestadels av skog (83 procent). Avrinningsområdet har 0,16 kvadratkilometer vattenytor vilket ger det en sjöprocent på 16,6 procent.